# S. Robson Walton
Pour les articles homonymes, voir Walton.
Samuel Robson Walton, né le 28 octobre 1944 à Tulsa, dit « Rob » Walton, est le fils aîné de Sam Walton, fondateur de Walmart, et l'un de ses héritiers avec ses frères Jim et John Walton, sa sœur Alice et sa mère, Helen. 
Il fait ses études au Wooster College à l'Université de l'Arkansas ainsi qu'à l'université Columbia à New York.
Rob rejoint Wal-Mart en 1969. Le 7 avril 1992 (2 jours après le décès de son père) il est nommé président du conseil d'administration. Il est le seul Walton à y travailler depuis la mort de son frère John.
La famille Walton se partage une fortune de 130 milliards de dollars, ce qui en fait la plus riche famille américaine en 2016 d'après Forbes (liste des milliardaires du monde). En 2021, la famille Walton détient 240 milliards de dollars, dont 68 milliards que « Rob » Walton détient personnellement.
Rob Walton finance la conservation de la nature en République Démocratique du Congo, au travers de sa fondation il est un acteur important dans la protection de la biodiversité en RDC, le 16 mars 2023 Rob Walton a visité le Parc National de la Garamba dans le Nord-Est de la RDC, un patrimoine mondial de l'UNESCO, qui a subi des pertes énormes de sa biodiversité à la suite des agressions des groupes armés, menaçant la paix et les vies de la population locale. L'appui de Rob Walton contribue significativement à la reconstruction et à la restauration de ce patrimoine. Une fierté pour la population locale. 